# Melissa Nawa
Melissa Nawa (sinh ngày 23 tháng 10 năm 1991) là tay golf nữ chuyên nghiệp đầu tiên ở Zambia. Cô bắt đầu chơi golf từ năm sáu tuổi. Cô đã giành được một số giải đấu trên khắp châu Phi. Cha và huấn luyện viên của cô, Stephen Nawa, và em gái, Tina Nawa, cũng là những tay golf chuyên nghiệp. Cô hiện đang sống ở Hoa Kỳ. 

## Giáo dục
Để học trung học, Nawa đã đến trường trung học Mary Queen of Peace ở Zambia. Nawa sau đó đã đến Đại học bang Alabama.

## Thành tựu sự nghiệp
| Năm  | Giải vô địch | Kết quả     |
| ---- | --- | ----------- |
| 2003 | Giải vô địch nữ mở rộng Lusaka                                                                                            | Giải thưởng |
| 2013 | style="background: #99FF99; color: black; vertical-align: middle; text-align: center; " class="yes table-yes2"\|Đoạt giải |             |

## Học viện Golf
Năm 2014, Melissa và chị gái thành lập Học viện golf Nawa Girls. Mục đích của học viện là chỉ dạy các cô gái từ những hoàn cảnh kém may mắn về môn thể thao golf.